# Martha… Martha
Pour plus de détails, voir Fiche technique et Distribution.
Martha... Martha est un film français réalisé par Sandrine Veysset, sorti en 2001.

## Synopsis
Troisième volet d'une trilogie traitant des traumatismes de l'enfance. Après Y aura-t-il de la neige à Noël ? et Victor... pendant qu'il est trop tard, la réalisatrice fait le portrait d'une mère à la dérive, qui aime sa fille mais qui s'en va. Peut-être son passé renferme-t-il un secret lourd à porter ? La question est posée mais le film contient beaucoup d'émotions, de suggestions et de non-dits. On retrouve le style original de Sandrine Veysset.

## Fiche technique
- Titre français : Martha... Martha
- Réalisation : Sandrine Veysset
- Scénario : Sandrine Veysset et Sébastien Regnier
- Photographie : Hélène Louvart
- Montage : Nelly Quettier
- Production : Humbert Balsan
- Pays d'origine :  France
- Genre : drame
- Date de sortie : 2001

## Distribution
- Valérie Donzelli : Martha
- Yann Goven : Reymond
- Lucie Régnier : Lise
- Lydia Andréï : Marie
- Catherine Ferran : la mère de Martha